# Jhon Frank Pinchao
Jhon Frank Pinchao Blanco (né le 11 juin 1970) est un policier colombien, retenu prisonnier par les FARC entre le 1er novembre 1998 et le 28 avril 2007.

## Biographie
Il est le fils de Luis Evelio Pinchao et de Rosa Blanco. Jhon Frank Pinchao Blanco a été pris en otage par les FARC après l'attaque de la ville de Mitú, (département de Vaupés), le 1er novembre 1998.
L'attaque de la ville de Mitú a duré 12 heures, au bout desquelles les policiers épuisèrent leurs munitions. Les FARC occupèrent alors la ville durant 3 jours et prirent environ 60 policiers en otage, parmi lesquels Jhon Frank Pinchao. Durant les négociations de paix entre les FARC et le gouvernement, un accord fut obtenu grâce auquel tous les policiers sauf 6 (dont Jhon Frank Pinchao) ont été relâchés. 
Pinchao réussit finalement à s'échapper le 28 avril 2007. Après 17 jours passés dans la jungle, il fut recueilli par des indigènes qui l'emmenèrent à un poste de police. Le 15 mai 2007, Pinchao fut transféré à San José del Guaviare, et de là à Bogota où il put retrouver sa famille, dont son fils né durant sa captivité. Il a affirmé que durant sa détention, il avait côtoyé Clara Rojas et son fils Emmanuel, ainsi que Íngrid Betancourt dont il donna des nouvelles alarmantes.
Depuis septembre 2009, Jhon Franck Pinchao est étudiant à l'Institut d'Études Politiques de Lille.